# Laurence Farreng
 (mai 2024).
Laurence Farreng, née le 6 septembre 1966 à Nîmes, est une femme politique française. Membre du Mouvement démocrate, elle est députée européenne depuis les européennes de 2019 et conseillère régionale de Nouvelle-Aquitaine depuis les élections régionales de 2021.
Ancienne adjointe au maire chargée de l'animation et de la promotion de la Pau et conseillère municipale, elle a également été la directrice du service communication, évènementiel et protocole de la communauté d'agglomération de Pau-Pyrénées.

## Carrière professionnelle
En mars 2015, elle devient directrice du service Communication, événementiel et protocole de la ville et de l'agglomération de Pau. 

## Parcours politique
Laurence Despaux se présente à partir de 2010 sur la liste de Jean-Jacques Lasserre aux élections régionales. Non élue au conseil régional, elle reçoit à nouveau le soutien de Lasserre aux élections cantonales de 2011 dans le canton de Pau-Nord. Bien que non élue, sa position au sein du Mouvement démocrate de Pau la conduit à se présenter aux élections municipales de 2014 aux côtés de François Bayrou dans une liste commune regroupant le centre et la droite. 

### Ville de Pau
Placée 12e sur la liste, elle est élue au conseil municipal en tant qu'adjointe à la communication, Elle démissionne de son poste après un an pour devenir directrice de la communication au sein des services de l'agglomération,.
Présente une seconde fois sur la liste de François Bayrou, elle est réélue en même temps que ce dernier au conseil municipal de Pau en 2020 ; elle siège également au Conseil communautaire de l’agglomération Pau Béarn Pyrénées.

### Députée européenne
En 2019, elle est élue députée européenne, étant en 15e position sur la liste Renaissance.
Elle est Coordinatrice de la Commission Culture, Éducation, Jeunesse et Sports pour son groupe Renew et est aussi membre suppléante de la commission du Développement régional au Parlement européen.
Elle est à l'initiative d'une résolution pour la relance culturelle dans le contexte de la pandémie de Covid-19, qui demandait notamment à ce que 2 % des plans de relance soient alloués à la culture par chaque État membre. Résolution votée à une très large majorité au Parlement européen en septembre 2020 avec 87% de voix pour.
Elle s'investit en faveur de l'ouverture de la mobilité européenne des apprentis en tant qu'administratrice de la Fondation Europ'App Mobility fondée par Jean Arthuis.
Depuis juin 2021, elle est membre de la Conférence pour l'Avenir de l'Europe ; elle siège parmi les 108 députés européens dont 11 eurodéputés français.
Elle est neuvième sur la liste Besoin d'Europe aux élections européennes de 2024 et est réélue.

### Conseillère régionale
Elle est élue conseillère régionale de la Nouvelle-Aquitaine le 27 juin 2021. Elle siège dans la Commission et le groupe inter-assemblée chargé de la Biodiversité, de l'eau, du littoral et de la transition énergétique.

## Affaire judiciaire et polémiques
Elle est soupçonnée de travail dissimulé pour avoir fait travailler sans rémunération ni contrat de travail l'un de ses collaborateurs lors de sa campagne des élections régionales de 2021 en Nouvelle-Aquitaine. Convoquée devant le tribunal des Prud'hommes à Pau pour répondre des accusations de travail dissimulé, de licenciement abusif par un ancien collaborateur, elle est blanchie des accusations de travail dissimulé, mais devra verser des indemnités de licenciement.